# Julio Rodríguez Reyes
Julio Rodríguez Reyes, conocido como «Julito» (Santurce, 5 de octubre de 1925 - San Juan, 27 de julio de 2013) fue un músico portorriqueño, especialista principalmente en violin y en guitarra.

## Primeros años
Desde pequeño mostró interés por la música, y aprendió violín y saxofón. En 1945, se graduó del Colegio de Ponce. Ese mismo año creó la Orquesta Hatuey de Ponce. Ya por esos años sería conocido en los medios, y grabaría varios discos. En 1946 se va a San Juan a estudiar en a Universidad de Puerto Rico, y se une a la banda de Rafael Alers.

## Trabajo con tríos
En 1947 crea, junto a Felipe Rodríguez y a Federico Cordero, el Trío Los Romanceros, y graban su primer disco a finales de ese año. El trío tiene cierta fama hasta 1950, año en que Julito se va a Estados Unidos a rendir servicio militar. En 1952, el Trío los Panchos se queda sin primera voz por la partida del boliviano Raúl Shaw Moreno, y Julito, recomendado por el compositor Rafael Hernández Marín, es reclutado por esta agrupación. Con Los Panchos hizo giras por Curazao, Estados Unidos, Brasil, Israel, Líbano, España, Marruecos, Francia, Grecia, Italia, Portugal y Cuba. Julito compuso por entonces el éxito "Mar y Cielo", bolero que, además de Los Panchos, ha sido grabado por el grupo canario Los Sabandeños, por los Hermanos Martínez Gil, por el Trío Calaveras, por Los Tres Ases, por los Hermanos Arriagada, por Los Cinco Latinos y por José Feliciano con Rakim y Ken-.  También Wilbert alonzo-Cabrera EL 11 Ago.2015

## Trío Los Primos
En 1956, sufrió problemas de salud, y decidió retirarse de Los Panchos. Ya recuperado, se unió al maestro del requinto Rafael Charron y a Tatín Vale, melodiosa segunda voz y guitarrista, y formó el Trío Los Primos. En 1961, se presentaron en el New York’s Radio City Music Hall. Posteriormente, el Trío Los Primos se convirtió en Julito Rodríguez y su Trío. Desavenencias con Tatín Vale hicieron que éste se alejara del trío y que se le reemplazara por Junior Nazario.

## Los Tres Grandes
En 1975, formó con el maestro requintista Miguelito Alcaide y con Tato Díaz el trío Los tres grandes, y con ellos grabó unas 106 canciones, de las cuales 32 son de su autoría.

## Julito Rodtríguez y su Trío
En 1983, el trío se desintegró, y se creó entonces Julito Rodríguez y su Trío, con lo que se continuó el legado del Trío Los Primos. Varios integrantes han acompañado a Julito en su trío durante diferentes épocas, incluidos nuevamente Tatín Vale, Ricardo Feliú, Jimmy Vicenty, Baltasar Justiniano, Chei Torres y Gullín Rodríguez, entre otros. En 1992, actuó con su trío en el Pabellón de Puerto Rico durante la Exposición Universal de Sevilla, en España. En el 2000, dio una gran gira al lado de Johnny Albino, también puertorriqueño, y así se conmemoraron las épocas en que fueron primera voz del Trío los Panchos.
- Datos: Q3392718